# サビーン湖

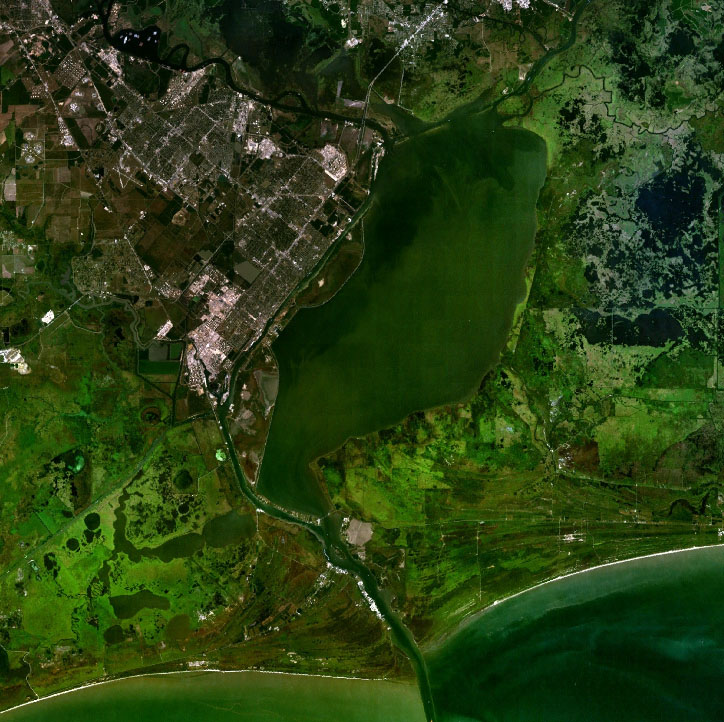

サビーン湖 (Sabine Lake) は、アメリカ合衆国のテキサス州とルイジアナ州の境界部にある塩水の湖。面積90,000エーカー（36,000ヘクタール）、長さ23km幅11kmであり、ネチズ川とサビーン川が合流して形成されている。集水域はおよそ100,000 km2で、サビーン・パスという長さ8kmの水路でメキシコ湾へ繋がっている。
テキサス州のジェファーソン郡、オレンジ郡、ルイジアナ州のキャメロン郡に接し、ポートアーサーとグローブスが湖に面している。